# 理查德·P·特科
理查德·P·特科（英語：Richard Peter "Rich" Turco，1943年—）是一位美国大气科学家，加利福尼亚大学洛杉矶分校教授，曾获1986年麦克阿瑟奖。